# Mississippi-Melodie (1951)
Mississippi-Melodie (Originaltitel Show Boat) ist ein US-amerikanischer Film in Technicolor aus dem Jahr 1951, bei dem George Sidney Regie führte. In den Hauptrollen agieren Kathryn Grayson, Ava Gardner, Howard Keel und Joe E. Brown.
Die Geschichte für die Vorlage stammt von Edna Ferber. Die Verfilmung geht zurück auf das erfolgreich am Broadway aufgeführte Musical Show Boat von Jerome Kern und Oscar Hammerstein II. Davor gab es bereits Verfilmungen von 1929 und 1936.

## Handlung
Das Showboat „Cotton Blossom“ ist auf dem Mississippi unterwegs und zieht die Menschen in seinen Bann, wo immer es auch anlegt. Die Attraktion an Bord ist die schöne Schauspielerin Julie LaVerne, die zusammen mit ihrem Mann Stephen Baker auf der Bühne steht. Um die Menschen anzulocken, werden ihnen Kostproben der abendlichen Show offeriert, die sie neugierig machen sollen. Das Konzept geht auch stets auf. Pete, ein Raufbold, der Julie gern für sich hätte, belästigt sie immer wieder und wird von ihrem Mann Stephen Baker in seine Schranken gewiesen, was ihn noch wütender macht. Er meint, das habe Folgen, und stürmt vom Schiff.
Inzwischen ist Gaylord Ravenal, ein begabter junger Schauspieler und Sänger, an Bord gekommen, wo er auf Magnolia Hawks trifft, die Tochter des Kapitäns Andy Hawks. Zusammen singen sie das Duett Make Believe. Gerade, als sie sich fast küssen wollen, kommen Magnolias Eltern zurück an Bord. Gaylord Ravenal stellt sich vor und bittet um einen Job. Hawks jedoch meint, seine Crew sei vollzählig. Als Magnolia ihre beste Freundin Julie danach fragt, wie es sei, wenn man jemanden wirklich liebe, antwortet sie mit dem Lied Cant Help Lovin’ Dat Man. Kurz darauf will Parthy Hawks ihrer Tochter Magnolia den Umgang mit Julie verbieten; Julie verteidigt die Freundin jedoch beherzt. Als etwas später der Sheriff aufs Schiff kommt, um Julie zu verhaften, ist Kapitän Hawks sehr erstaunt. Der Gesetzeshüter führt aus, dass es eine Anzeige gegeben habe, da auf seinem Schiff ein Pärchen „Rassenschande“ betreibe. Julie muss eingestehen, dass ihre Mutter eine Schwarze war. Der Sheriff konstatiert, dass ihre Ehe mit dem Weißen Stephen Baker deshalb ungesetzlich sei, und besteht darauf, das Pärchen mitzunehmen. Dass Magnolia und ihr Vater sich schützend vor Julie und Stephen stellen, nützt da wenig. Dem Kapitän bleibt als einzige Maßnahme, den Denunzianten Pete hinauszuwerfen. Selbstherrlich meint der rachedürstige Mann, er habe nur seine Pflicht getan. In der Dämmerung verlassen Julie und Stephen das Schiff, begleitet von Joes Melodie, die allabendlich das Programm beendet, Ol’ Man River.
So kommt es doch noch zu einem Engagement von Gaylord Ravenal. Zum Verdruss seiner Frau bestimmt Kapitän Hawks, dass beider Tochter Magnolia an seiner Seite auftreten soll. Bei einer Probe spielen persönliche Gefühle zwischen den beiden bereits eine wichtige Rolle, was ihrem Spiel eine unvergleichliche Natürlichkeit gibt. So eilen sie von Erfolg zu Erfolg. Schon nach kurzer Zeit bittet Gaylord Magnolias Eltern um die Hand ihrer Tochter. Der Vater gibt ihnen seinen Segen, Magnolias Mutter hingegen wendet sich ab. Das junge Paar verlässt das Schiff und geht nach Chicago. Gaylord hat wieder mit Glücksspielen angefangen und ist sehr erfolgreich, was ihm und seiner Frau ein luxuriöses Leben erlaubt. Der Erfolg hält jedoch nicht an. Im Hotel fordert der Direktor die seit sechs Wochen überfällige Rechnung ein. Magnolia will ihrem Mann helfen und ihm ihre Schmuckstücke überlassen, was er jedoch ablehnt, da er davon überzeugt ist, dass das Glück am Spieltisch zurückkomme. Nachdem er weiter verloren hat, muss er Magnolia doch um den Schmuck bitten, bleibt aber beim Spielen weiterhin ohne Erfolg. Heimlich müssen die Eheleute das teure Hotel verlassen, um in einer billigen Pension unterzuschlüpfen. Zum ersten Mal macht Magnolia ihrem Mann Vorwürfe, dass er immer nur auf die nächste Wette setze, immer noch eine und noch eine. Sie meint, er betrüge sie mit einer Dame, gegen die sie keine Chance habe, die Dame heiße Spielsucht, und wenn er von ihr spreche, würden seine Augen glänzen. Kurz darauf trifft Magnolia Frank und Ellie, die auf dem Schiff ihres Vaters aufgetreten sind, und ist voller Freude darüber. Als sie Gaylord holen will, findet sie nur einen Abschiedsbrief vor. Er ist gegangen. Weinend bricht die junge Frau zusammen.
Julie ist inzwischen als Sängerin im Showlokal Tracadero untergekommen. Nachdem ihr Mann sie verlassen hatte, hat sie angefangen, zu trinken. Ellie May Shipley und Frank Schultz erscheinen mit Magnolia im Schlepptau und bitten Direktor Green vom Tracadero, sich Magnolias Gesang einmal anzuhören. Auch Julie hört die Freundin singen und ist beschämt; sie will nicht, dass Magnolia sie so sieht, haltlos und betrunken. Als Julie dann noch erfährt, dass Magnolia von ihrem Mann verlassen wurde und das Geld braucht, läuft sie davon, nicht ohne Green vorher wissen zu lassen, dass er verrückt sei, wenn er die junge Frau, die ihm vorgesungen habe, nicht engagieren würde. Daraufhin wird Magnolia die neue Sängerin im Tracodero. Es ist Silvester, und Magnolias Vater ist mit Freunden im Trocadero, auch weil sie dort den Auftritt ihrer ehemaligen Kollegen Ellie May Shipley und Frank Schultz sehen wollen. Kapitän Hawks glaubt, seinen Augen nicht trauen zu können, als der Conférencier seine Tochter Magnolia ankündigt. Ihr trauriger Gesang wird jedoch vom Saalpublikum mit Buhrufen quittiert. Nachdem ihr Vater ihr zulächelt und ihr die Show-Gesetze ins Gedächtnis ruft, kann sie das Publikum doch noch überzeugen. Nach einer innigen Umarmung erzählt Magnolia ihrem Vater ihre Geschichte und gesteht ihm, dass sie ein Baby bekomme. Auf ihren Mann lässt sie aber nichts kommen, sondern verteidigt ihn vor dem Vater. Kapitän Hawks nimmt seine Tochter auf eigenen Wunsch mit zurück aufs Schiff. Als Magnolias Tochter geboren wird, wird sie auf den Namen Kim Ravenal getauft. Die Kleine ist das Glück ihrer Mutter und der Großeltern. Kims Vater Gaylord verbringt seine Zeit immer noch am Spieltisch, ist aber zunehmend unzufriedener mit seinem Leben. In einer Bar weist Ravenal einen Mann in seine Schranken, der Julie LaVerne unhöflich behandelt. Julie erkundigt sich daraufhin beim Barkeeper nach seinem Namen und hat mit ihrer Vermutung recht, dass es sich um den Ehemann ihrer Freundin Magnolia handelt.
Julie, die inzwischen noch mehr abgeglitten ist, klagt Ravenal an, dass er seine schwangere Frau verlassen habe. Erst jetzt wird ihm bewusst, wer sie ist. Sie erzählt ihm, dass sie Magnolias Leben nach ihrem Fortgang vom Schiff weiter verfolgt habe, und bittet ihn, der Freundin nicht zu erzählen, wie er sie angetroffen habe. Er verspricht es. Dann macht er sich auf zum „Show Boat“. Dort trifft er auf seine kleine Tochter Kim und findet sofort Zugang zu ihr. Gerade als er sie auf dem Arm hält und ihr Make Believe vorsingt, kommt Magnolia dazu. Sie schickt die Kleine an Bord. Nach ein paar Sekunden fällt sich das Paar in die Arme, um dann gemeinsam an Bord zu gehen. Auch Magnolias Mutter ist der Meinung, das sei nun wirklich ein Grund zum Feiern. Es sei wohl doch Liebe gewesen. Joe steht an der Reling, und Ol’ Man River ertönt beim Auslaufen des Schiffes. Aus den Docks taucht Julie auf und schaut dem Schiff mit einem Blick nach, der Bände spricht. Sie weiß die Freundin nun glücklich.

## Hintergrund
Gedreht wurde der Film vom 17. November 1950 bis zum 9. Januar 1951, weitere Neuaufnahmen vom 5. Februar bis zum 1. März 1951. Die Dreharbeiten fanden in den Metro-Goldwyn-Mayer-Studios in Culver City sowie im dortigen Freigelände statt, in den Plantagen Dunleith und Lansdowne in Natchez am Mississippi sowie im House on Ellicot Hill und in Stanton Hall in Natchez, sämtlich in den USA. Des Weiteren entstanden Aufnahmen auf und am Mississippi. In den USA feierte der Film am 17. Juli 1951 in Hollywood Premiere. Am 19. Juli 1951 wurde er in New York gezeigt und am 24. September 1951 lief er allgemein in den Kinos in den USA an. In der Bundesrepublik Deutschland wurde er erstmals am 24. Januar 1952 gezeigt, in Österreich am 23. Mai 1952. In der DDR wurde er am 16. Mai 1986 als TV-Premiere gesendet. Alternative Titel in der BRD waren Show-Boat und Liebesnächte am Mississippi.
Am 27. Dezember 1927 wurde das Musical Show Boat erstmals am New Yorker Ziegfeld Theatre aufgeführt und entwickelte sich zu einem der erfolgreichsten amerikanischen Musicals. Für den Komponisten Jerome Kern und der Librettisten Oscar Hammerstein II bedeutete das, dass ihre Namen ab sofort berühmt waren.
In der Spielfilmversion von 1929 spielte Laura La Plante die Rolle der Magnolia Hawks, Joseph Schildkraut agierte als Gaylord Ravenal und Alma Rubens als Julie. In der Filmversion von 1936 spielte Irene Dunne die Rolle der Magnolia Hawks, Allan Jones agierte als Gaylord Ravenal und Helen Morgan, die 1927 mit dem Musical am Broadway ihren Durchbruch hatte, übernahm die Rolle der Julie LaVerne. Die amerikanische Filmkomödie Banjo on My Knee, die in Deutschland unter dem Titel Mississippi-Melodie lief, hat einen völlig anderen Stoff zum Inhalt und gehört nicht in diese Reihe.
In einer Aufführung des Musicals am Paper Mill Playhouse im Jahr 1989 verkörperte Rebecca Baxter Magnolia Hawkes, Richard White spielte die Rolle des Gaylord Ravenal und Shelly Burch verkörperte Julie LaVerne. Die Geschichte hinter dem Musical Show Boat seit seiner Eröffnung 1927 am Broadway schildert ein Dokumentarfilm von 1989 unter dem Originaltitel Show Boat – The Story, der neben der Aufbereitung von Archivmaterial auch auf die drei Verfilmungen eingeht.
Im Film sang Annette Warren für Ava Gardner, auf dem MGM Soundtrack-Album steuerte Ava Gardner jedoch zwei von ihr selbst gesungene Lieder bei. Da der Regisseur George Sidney wegen Krankheit für einige Tage ausfiel, leitete der Produzent Roger Edens die Aufnahmen, als das Showboat in einen Dunstschleier eingehüllt den Hafen verließ. Diese Szenen im Film wurden, einschließlich der Leistung von William Warfield für sein Ol’ Man River, auch von den Kritikern gelobt, die den Film ansonsten nicht mochten. Joseph Breens Zensur-Büro versuchte auch in diesem Film Einfluss zu nehmen und die Szene, als zum Ausdruck kam, dass Stephen Baker mit einer Frau verheiratet ist, deren Mutter schwarz war, entfernen zu lassen. Diesmal griff der Hays Code allerdings nicht, da mit der Filmversion von 1936 bereits ein Präzedenzfall geschaffen war. Erste Wahl für die Rolle der Julie war Judy Garland und nach ihr Lena Horne, dann erst folgte Ava Gardner, die die Rolle dann spielte.
Aus dem Showboat „Cotton Blossom“ wurde später ein Vergnügungspark, der 1973 eine Attraktion war. 1995 wurde er abgebaut und auseinandergerissen.

### DVD
Den Film gibt es seit dem 19. Mai 2006 in deutscher Sprache auf DVD, herausgegeben von Warner Home Video.

## Synchronisation
Die deutsche Fassung entstand in der MGM Synchronabteilung im Filmstudio Tempelhof in West-Berlin. Dialogbuch und Dialogregie lagen bei Erik Ode.
| Rolle                  | Darsteller       | Synchronsprecher      |
| ---------------------- | ---------------- | --------------------- |
| Magnolia Hawks         | Kathryn Grayson  | Marianne Prenzel      |
| Julie LaVerne          | Ava Gardner      | Edith Schneider       |
| Gaylord Ravenal        | Howard Keel      | Siegfried Schürenberg |
| Kapitän Andy Hawks     | Joe E. Brown     | Alfred Balthoff       |
| Frank Schultz          | Gower Champion   | Klaus Schwarzkopf     |
| Stephen Baker          | Robert Sterling  | Kurt Waitzmann        |
| Pete                   | Leif Erickson    | Manfred Meurer        |
| Joe                    | William Warfield | Axel Monjé            |
| Jake Green             | Emory Parnell    | Kurt Vespermann       |
| Herman, Regieassistent | Chick Chandler   | Axel Monjé            |
| Hotelmanager           | Edward Keane     | Otto Stoeckel         |
| Hotelportier           | Jim Pierce       | Clemens Hasse         |
| Arzt                   | Frank Dae        | Alfred Haase          |

### Lieder im Film
- Cotton Blossom – läuft während des Vorspanns und wird in der ersten Szene gesungen vom Cotton Blossom Chor
- Where’s the Mate For Me? – gesungen von Howard Keel
- Make Believe – gesungen von Howard Keel und Kathryn Grayson
- Can’t Help Lovin’ Dat Man – gesungen von Annette Warren für Ava Gardner und wieder aufgenommen von Annette Warren und Kathryn Grayson, Banjo durch William Warfield
- I Might Fall Back on You – gesungen und getanzt von Marge Champion & Gower Champion
- Cakewalk – gespielt von Cotton Blossom und Orchester, getanzt von Marge Champion und Gower Champion
- Mis'ry die Comin’ Round – Musik von Jerome Kern, gesummt vom Hintergrundchor
- Ol’ Man River – gesungen von William Warfield und dem Hintergrundchor
- You Are Love – gesungen von Kathryn Grayson & Howard Keel
- Why Do I Love You? – gesungen von Kathryn Grayson & Howard Keel
- Bill – Musik von Jerome Kern, Text von Oscar Hammerstein II und PG Wodehouse, gesungen von Annette Warren für Ava Gardner
- Cant Help Lovin’ Dat Man – gesungen von Katryn Grayson
- C’mon Folks – Musik von Jerome Kern, gespielt als Hintergrundmusik für die Akrobaten während der Silvester-Szene
- Life Upon the Wicked Stage – gesungen und getanzt von Marge Champion und Gower Champion
- After the Ball – geschrieben von Charles Harris, gesungen von Kathryn Grayson und dem „Trocadero“ Publikum
- Auld Lang Syne – traditionelle schottische Musik aus dem 17. Jahrhundert, Text von Robert Burns, gesungen vom Silvester-Publikum
- Cakewalk – getanzt von Joe E. Brown und Sheila Clark, Banjo durch William Warfield und Mundharmonika durch Owen McGiveney
- Make Believe – gesungen von Howard Keel
- Finale: Ol’ Man River – gesungen von William Warfield und dem Hintergrundchor
  - Wenn nicht anders angegeben: Musik von Jerome Kern, Text von Oscar Hammerstein II.

## Kritiken
Das Lexikon des internationalen Films meinte, dass sich bei der dritten Verfilmung des populären Musicals „um zwei Liebesgeschichten vorzügliche Musiknummern und Tanzeinlagen ranken“ würden.
Die Filmzeitschrift Cinema war der Meinung, dass „die bunte Unterhaltung mit Songs wie ‚Ol’ Man River‘ den Verfilmungen von 1929 und ’36 kaum“ nachstehe. […] Fazit: „Tolle Musik- und Tanzeinlagen in Technicolor.“
Bosley Crowther von der New York Times war der Meinung, man solle sich freuen, denn Show Boat sei nach nunmehr 15 Jahren wieder in der Stadt in einer Technicolor Produktion mit viel Glitter und Glamour und dem Hauch der Romantik der Mississippi-Ära, ein geliebter Klassiker der amerikanischen Musical-Komödie. Vergleiche mit der Filmfassung von 1936 seien nicht in Ordnung, auch wenn man diese Version geliebt habe. Die Metro-Version präsentiere die schönen Jerome Kern und Oscar Hammerstein II Songs so großartig, dass jeder Vergleich die 1936-Version in den Schatten stellen würde, was aber ungerecht gegenüber den Fans von Irene Dunne und Allan Jones wäre. Crowther lobte die Neuheit und Frische der Metro-Version. Ganz besonders wurden die von Kathryn Grayson und Howard Keel gesungenen Lieder gelobt und natürlich William Warfields Darbietung Ol’ Man River, die ans Herz gehe, wenn er sie an den Ufern des schlammigen Flusses im nebligen Morgengrauen singe. „(Ganz nebenbei bemerkt hat Mr. Warfield eine Stimme, von der wir mehr hören wollen).“ Auch die Hintergrundmusik, die den Film großzügig untermale, sei den Situationen des Augenblicks immer angemessen und klanglich hervorragend. Adolph Deutschs musikalische Leitung sei besser als George Sidneys Regie über den gesamten Film. […] Bedauert wurde der Wegfall der Szene der Hinderwäldler bei The Parson Braut. Aber alles in allem gäbe es nur kleine Einwände. Kathryn Grayson als Magnolia sei eine Puppe, die die Courage und die Schönheit des ursprünglichen Mädchens, das Edna Ferber beschrieben habe, widerspiegele. Howard Keel spiele den Glücksspieler Gaylord mit teuflischem Charme und uriger Männlichkeit. Joe E. Brown als Captain Andy passe in die Schuhe von Charlie Winninger so wunderbar, wie man es sich nur wünschen könne bis hin zu dem letzten heroischen Gelingen seines aufsaugenden „HAPPPPpy New Year!“ Und Agnes Moorehead picke zwar wie eine Henne spiele aber mit strenger Beharrlichkeit Parthy, des Kapitäns liebende Frau. Die Einstellungen, die das Showboat in voller Größe zeigen, seien in bester Metro-Tradition, aufwendig und kostspielig erstellt.
Gary Giddins schrieb 2020, Mississippi-Melodie sei keine „schreckliche Verfilmung“, komme dem ursprünglichen Geist von Show Boat aber nur selten nahe. Eine Ausnahme sei der „fabelhafte“ William Warfield als Joe, allerdings sei seine Rollengröße „deutlich reduziert“ worden. Im Vergleich zu dem Musical und der Verfilmung von 1936 fehle es der MGM-Verfilmung an „ethnischer Komplexität, Authentizität zur Zeitperiode und genereller Raffinesse“.

## Auszeichnungen
Auf der Oscarverleihung 1952 war Charles Rosher für die „Beste Kamera in einem Farbfilm“ nominiert, hatte aber das Nachsehen gegenüber Alfred Gilks und John Alton, die den Oscar für Ein Amerikaner in Paris (An American in Paris) erhielten. Mississippi Melodie bekam außerdem eine Oscarnominierung in der Kategorie „Beste Filmmusik in einem Musikfilm“. Der Oscar ging jedoch an Johnny Green und Saul Chaplin für ihre Musik zum Film Ein Amerikaner in Paris (An American in Paris).